# Arkadiusz Piekara
Arkadiusz Henryk Piekara (ur. 12 stycznia 1904 w Warszawie, zm. 28 kwietnia 1989 tamże) – polski fizyk, wykładowca, pisarz popularnonaukowy, humanista, członek rzeczywisty Polskiej Akademii Nauk. Był profesorem fizyki na Politechnice Gdańskiej, Uniwersytecie Poznańskim i Uniwersytecie Warszawskim.

## Życiorys

### Młode lata
Syn Wincentego (1872–1940), kupca, i Marii z domu Białej (1876–1960). Miał młodszego brata Brunona, który też był fizykiem. W 1922 zdał maturę w Gimnazjum im. Reytana w Warszawie, gdzie uczył się od ok. 1918 roku. Studiował fizykę na Uniwersytecie Warszawskim. Po uzyskaniu dyplomu magistra filozofii w 1927, został asystentem prof. Stefana Pieńkowskiego na Wydziale Fizyki UW. W 1928 Tadeusz Łopuszański zaproponował mu posadę profesora fizyki w nowo utworzonym Gimnazjum i Liceum im. Sułkowskich w Rydzynie. Urządził wspaniale pracownie w szkole średniej z miejscami dla indywidualnej pracy dla zdolnych studentów. Co najmniej dwaj jego uczniowie osiągnęli później sławę jako naukowcy – Aleksander Łempicki i Józef Zwisłocki. Piekara sam wykorzystał znakomite warunki pracy do prowadzenia badań podstawowych nad dielektrykami. W 1936 roku wraz z młodszym bratem Brunonem (również uczeń szkoły w Rydzynie) wykrył w nitrobenzenie efekt, który nazwano odwrotnym nieliniowym efektem dielektrycznym. W 1937 roku habilitował się na Uniwersytecie Jagiellońskim.

### Czasokupacji niemieckiej
Znalazł się w Krakowie, gdy wojska niemieckie napadły na Polskę. 6 listopada 1939 został aresztowany w ramach Sonderaktion Krakau. Był więziony w niemieckich obozach koncentracyjnych Sachsenhausen i Dachau. Został zwolniony z obozu Dachau 29 sierpnia 1940 i wrócił do Krakowa. Były uczeń rydzyński Jakub Tomaszewicz dał mu pracę i schronienie w Stickstoffwerk Mościce, fabryce nawozów sztucznych w Mościcach koło Tarnowa. Tam udzielał lekcji fizyki pracownikom.
Używając pseudonimu Profesor brał udział w wywiadzie gospodarczo-przemysłowym AK. Analizował w laboratorium przy fabryce materiały z rakiety V2, która wystrzelona z poligonu koło miejscowości Blizna spadła niedaleko Żurawicy. Wyniki jego badań zostały przesłane do Londynu.

### PoII wojnie światowej
W styczniu 1945 wrócił do Krakowa i pracował na uniwersytecie. Na jesieni 1946 został kierownikiem I Katedry Fizyki Politechniki Gdańskiej. Tematyka badań naukowych prowadzonych pod kierownictwem prof. A. Piekary obejmowała polaryzację dielektryczną w cieczach dipolowych, ferroelektryki oraz efekty elektrooptyczne w dielektrykach.
W 1952 został profesorem fizyki na Uniwersytecie Poznańskim. Zainteresował się najnowszymi w tamtym czasie odkryciami w dziedzinie radiospektroskopii i optyki nieliniowej, czego efektem było zbudowanie pierwszych laserów przez ucznia prof. Piekary – Stanisława Kielicha. W 1965 przeniósł się do Warszawy, gdzie objął katedrę fizyki na Wydziale Chemii Uniwersytetu Warszawskiego, która została specjalnie dla niego stworzona. Tam wykładał do 1974. Wtedy przeszedł do Instytutu Fizyki PAN. Wyróżniał się wśród wielu innych wykładowców i pisarzy naukowych jasnym sposobem tłumaczenia trudnych spraw. Używał prostych przykładów; wykładał pięknym językiem. Jego własny entuzjazm dla fizyki przenosił na słuchaczy i czytelników. Napisał dwie książki dla dzieci. Wśród jego studentów wyróżniają się prof. Stanisław Kielich, dr Andrzej Więckowski i prof. Jerzy Pietrzak.
Był członkiem korespondentem (od 1962) i członkiem rzeczywistym (od 1973) Polskiej Akademii Nauk.
Dwukrotnie żonaty. Z pierwszą żoną, Wandą Zawadzką, miał syna Andrzeja (ur. 1930), z drugą, Krystyną Chodzicką - syna Marka i córkę Lidię.
Zmarł w Warszawie, pochowany na cmentarzu Powązkowskim (kwatera 115-5-7). 
Andrzej Kajetan Wróblewski zaliczył go do grona kilkunastu najważniejszych polskich fizyków, należących do liderów światowej fizyki.

## Książki
Wybrane publikacje książkowe, wg pierwszych wydań:
- Fizyka stwarza nową epokę, wyd. Stefana Kamińskiego, Kraków 1947
- Mechanika ogólna, Komisja Wydawnicza Bratniej Pomocy Studentów Politechniki Gdańskiej, Gdańsk 1947
- Elektryczność i budowa materii, Wydawnictwo Księgarni Stefana Kamińskiego, Kraków 1948
- Nauka fizyki. Mechanika, ciepło, Komisja Wydawnicza Bratniej Pomocy Studentów Politechniki Gdańskiej, Gdańsk 1949
- Mikrofale i spektroskopia mikrofalowa, PWN 1953
- O maszyniście Felusiu, który był mędrcem, Nasza Księgarnia, Warszawa 1954
- Zważono Ziemię, Nasza Księgarnia, Warszawa 1958
- Ciekawe historie o powietrzu, Nasza Księgarnia, Warszawa 1963
- Masery i lasery. Nowe zdobycze elektroniki, Wyd. MON, 1965
- Nowe oblicze optyki, PWN 1968
- Elektryczność i magnetyzm, PWN 1970
- Mechanika ogólna, PWN 1973
- Nayiaśniejszemu y naypotężnieyszemu Panu czyli O nauki horyzontach dalekich, PAX 1976
- Elektryczność, materia i promieniowanie (2 tomy), PWN Warszawa 1986

## Referaty i artykuły
Napisał ponad 200 prac naukowych do pism na całym świecie, między innymi:
- Thermal Periodicity of Filament Formation and Elastic Lattice Vibrations, [w:] „Physical Review” (USA), Nov. 1970
- Electric control of light trapping, [w:] „IEEE Journal of Quantum Electronics”, Vol. 7, Issue 6, Jun 1971
- Interaction of Picosecond Light Pulses with Matter, [w:] „Japanese Journal of Applied Physics”, Vol. 14 (1975)
- Bożena Ratajska i Arkadiusz H. Piekara, Role of relaxation in the resonant interaction of light pulses with matter, [w:]  „Applied Optics”, Vol. 17, Issue 23, 1978

## Ordery i odznaczenia
- Order Sztandaru Pracy I klasy
- Krzyż Komandorski Orderu Odrodzenia Polski
- Złoty Krzyż Zasługi (1938)[17]
- Krzyż Oświęcimski
- Medal Zwycięstwa i Wolności 1945
- Medal 10-lecia Polski Ludowej (14 stycznia 1955)[18]
- Medal Mariana Smoluchowskiego (1976)[19]
- Medal Marii Skłodowskiej-Curie (dwukrotnie)
- Odznaka Honorowa Miasta Poznania

## Nagrody i wyróżnienia
- Nagroda Państwowa III stopnia za całość badań nad dielektrykami ze szczególnym uwzględnieniem prac nad ferroelektrykami (1955)[20]
- Nagroda „Problemów” za osiągnięcia w dziedzinie popularyzowania nauki (1961)[21]
- Doktor honoris causa Uniwersytetu im. Adama Mickiewicza w Poznaniu (19 grudnia 1983)[22]